# Noctua virgata
Noctua virgata är en fjärilsart som beskrevs av Harrison 1937. Noctua virgata ingår i släktet Noctua och familjen nattflyn. Inga underarter finns listade i Catalogue of Life.